# José Mascaraque Díaz-Mingo
José Mascaraque Díaz-Mingo (Madridejos, Toledo, 1946-Ibidem, julio de 2023) poeta español.

## Biografía
Sacerdote, vive en el barrio de Moratalaz, en Madrid, donde alienta iniciativas culturales, como la exposición colectiva "Implicaciones" (1984) y la organizada en torno a la obra escultórica de Pedro Bravo "Sensitividad" (1986). Es autor desde los años setenta de una obra extensa y valiosa, en parte inédita. Cofundó el grupo Síntesis de poesía, que editó una serie de libros poéticos y una revista, Cuadernos Literarios Síntesis; también dirigió las revistas "Pliegos de Estraza" (1983-1986) y "Martala" (1982-1984). Alentó y promovió la carrera poética de su amigo Jorge Riechmann.

## Obras
- Ciudadano Job. Susurros y Lamentaciones. Alcalá de Henares, 1975.
- Arrepentido Sísifo.:aromas y regreso. Torrejón de Ardoz, 1975.
- Lucero Lucifer, Guadfalajara: Algar, 1979.
- Ensalmos de la supervivencia: poema. Madrid: CEFOR, 1985.
- Pentateuco poético. Madrid: Verbum, 1997.
- Poemas prójimos. Alzira, Valencia: Editorial Germania, 2003.